# کوارتت پیانو شماره ۱ (دورژاک)
کوارتت پیانو شماره ۱ در ر ماژور، اپوس. ۲۳، اولین کوارتت پیانو اثر آنتونین دورژاک است. این اثر در یک دوره ۱۸ روزه در سال ۱۸۷۵ ساخته شد و در ۱۶ دسامبر ۱۸۸۰ در پراگ به نمایش درآمد.

## ساختار
این قطعه شامل سه موومان است:
1. Allegro moderato (ر ماژور)
2. Andantino con variazioni (سی ماژور)
3. Finale. Allegretto scherzando (ر ماژور)

اجرای معمولی این قطعه تقریباً ۳۵ دقیقه طول می‌کشد.